# Taraf TV
Taraf TV este un canal de televiziune din România care difuzează exclusiv videoclipurile interpreților de manele și muzică lautărească.
Taraf TV a fost lansat în iunie 2003, ca primul canal de nișă dedicat manelelor.